# Elodie Li Yuk Lo
Nioun Chin Elodie Li Yuk El (nascuda el 29 de setembre de 1982) és una jugadora de Voleibol de platja de Maurici. El 2012, juga amb Natacha Rigobert. Ambdues van ser classificades pels Jocs Olímpics de Londres 2012.